# Loredan
Loredan je plemiška družina iz Benetk, ki je igrala pomembno vlogo pri oblikovanju zgodovine celotnega Sredozemlja. Kot politična dinastija je družina skozi stoletja ustvarila številne znane osebnosti: dože, državnike, magnate, prokuriste, providure, podeste, vojaške poveljnike, kapitane, cerkvene dostojanstvenike, pisce in odvetnike.
Pod loredansko vlado je bil v Benetkah leta 1516 ustanovljen prvi judovski geto na svetu, čeprav so nekateri člani družine v senatu zagovarjali zmanjšanje zneska, ki so ga Judje morali plačati za svoje »vedenje«. V 17. stoletju so najprej Loredanci veljali za podpornike in sprejemnike Judov, ki so prihajali v Benetke, od katerih jih je nekaj v znak priznanja družini sprejelo ime »Loredan«.